# Ultimi della classe
Ultimi della classe è un film italiano del 2008 diretto da Luca Biglione.

## Trama
Michele è un ragazzo poco incline allo studio e decisamente poco popolare con il gentil sesso, il cui unico sfogo è il proprio sito Internet: attraverso le pagine del proprio blog Michele fa credere di essere un latin lover incallito, raccontando avventure sentimentali e prodezze sessuali frutto della propria fantasia. Quando di fronte all'ennesima bugia raccontata sul blog, il ragazzo viene smascherato, Michele diventa lo zimbello di tutta la scuola.
Fortuitamente il ragazzo però scopre anche che Barbara, la sua giovane insegnante privata di italiano e latino, assunta dai suoi genitori per risollevare le sorti scolastiche del ragazzo, ha un segreto facente parte del passato: la donna aveva infatti posato per un calendario sexy e Michele le chiede di riprodurre per lui le pose dei dodici scatti del calendario se otterrà miglioramenti a scuola.
La bella insegnante, che ha preso a cuore le sorti di Michele, incredibilmente accetta. Il vero scopo del ragazzo è però filmare Barbara per pubblicare tutto sul suo blog ed avere il proprio riscatto: alla fine del film il protagonista viene promosso e nella scena finale va a letto con la sua amica e compagna di squadra Cecilia, il cui padre si era innamorato proprio di Barbara.

## Produzione
Il film è ambientato a Viterbo.

## Critica
In generale il film è stato considerato dalla maggior parte della critica come troppo scontato e non in grado di reggere il paragone con il filone scolastico di cui voleva essere un omaggio. L'attrice Nathalie Rapti Gomez ha vinto il Globo d'oro 2008 come Migliore attrice esordiente
All'Invisible Film Festival il film ha ottenuto 3 premi: Migliore film - Giuria delle scuole al film, Migliore attrice non protagonista a Sara Tommasi e Migliore attore - Giuria delle scuole ad Andrea De Rosa. Il film ha partecipato al Magna Graecia Film Festival, senza ottenere nessun premio. In Italia il film è stato proiettato inizialmente in 252 sale ed ha incassato 675.608 euro tra l'uscita avvenuta il 16 maggio 2008 e il 9 giugno, quando ormai era in proiezione in sole 5 sale.

## Home video
L'edizione home video è stata distribuita sul mercato a partire dal 21 giugno 2009, dal settore home video della 01 Distribution.